# 拉罗谢尔围城战
拉羅謝爾圍城戰（法語：Siège de La Rochelle）是一場法國王室軍隊和英格蘭-胡格諾聯軍之間的戰役，經過一年多的圍城後，王室軍隊取得勝利。
這場戰役是天主教徒和新教徒之間的鬥爭，最終以法國國王路易十三和決定性勝利告終。
拉罗谢尔是法国传统军事重镇，历史上曾经发生多次围城。前幾次發生在是16世紀後半的30年胡格诺战争中（關鍵一次是1572年由比隆男爵指揮、法國王位繼承人安茹公爵亨利名義上領軍的包圍戰，久攻不下的撤圍結局，讓胡格諾勢力重新振作）；最著名也是最後一次的圍城戰，則是1627-1628年由红衣主教黎塞留发动的围城，結果是黎希留克城後的大獲全勝。胡格諾派的信仰自由雖仍受保障，卻大幅降低了自治與武備特權，法國逐漸成為歐洲最集權先進的絕對主義國家。

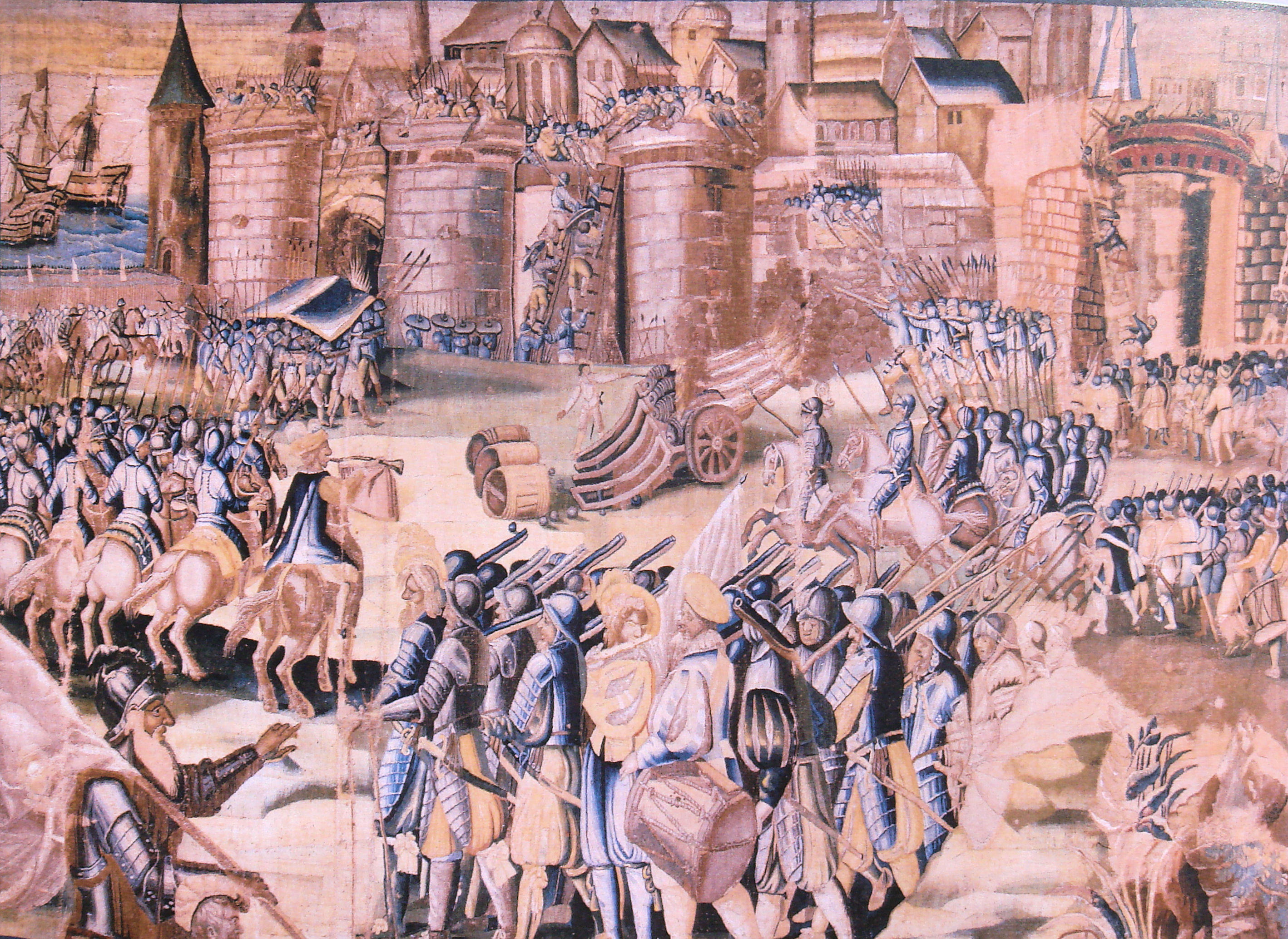
1572-1573年的拉羅謝爾之圍，主帥安茹公爵亨利初試啼聲並建立其勇於上陣的名聲（1623年完成）

## 背景

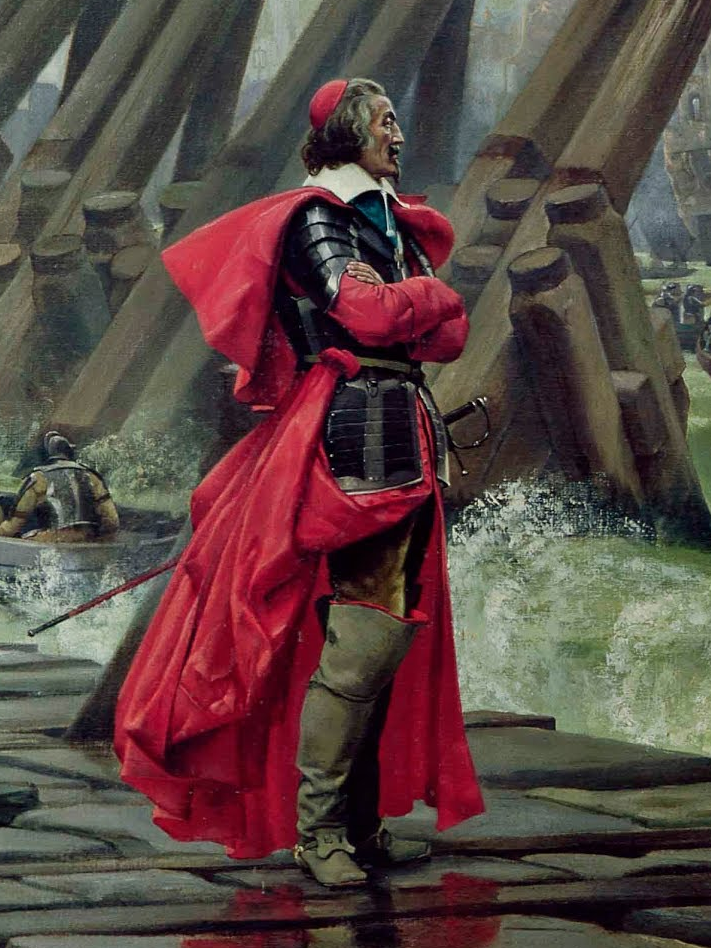
黎塞留指挥拉羅謝爾围城战，亨利·莫特绘于1881年

保证胡格诺派信仰自由的南特敕令拥有一条令王室头痛的附加条款，即王室要掏钱维持拉罗舍尔的城防，胡格诺派则拥有独立武装、控制区内堡垒林立，享有税收上的特权。而这个附加条款最初也只有八年期限，之后由亨利四世和玛丽·德·美第奇两度延长。
亨利四世被刺杀身亡后，法国胡格诺派对王室始终存在不信任感。未来储君路易十三是一个虔诚的天主教徒，但对新教徒起初与其父亲一样，采取宽容的态度。亨利四世的妻子玛丽·德·美第奇摄政期间，亲西班牙的政策与西法联姻使得胡格诺派大为恐慌。由于西班牙全国信奉天主教，法国新教徒担心法国与西班牙的合作将损害他们在亨利四世治下享有的种种特权。他们在1614-1620年间王公显贵与王权的斗争中，倾向显贵而与王室敌对，甚至在路易十三迎娶奥地利的安娜时，派出军队试图阻挠王室的迎亲队伍。 
红衣主教黎塞留上任后，对胡格诺派所拥有的城堡进行削弱与减少。最后拉罗谢尔成为了胡格诺派手中最后一个堡垒，并且受英国人支持。为了除掉这个堡垒，王室先后对拉罗谢尔的胡格诺派发动两次围城，而1627年由黎塞留发动的围城攻陷了城防，胡格诺派失败。

## 文学著作
多数史传作者对1625年的拉罗舍尔之围不吝赞美之辞。
拉罗舍尔之围也出现在大仲马的著作《三个火枪手》中。

## 相关
- 1598年4月13日：南特敕令
- 法國宗教戰爭
- 雨格諾派
- 亨利四世 (法蘭西)